# 川島金次

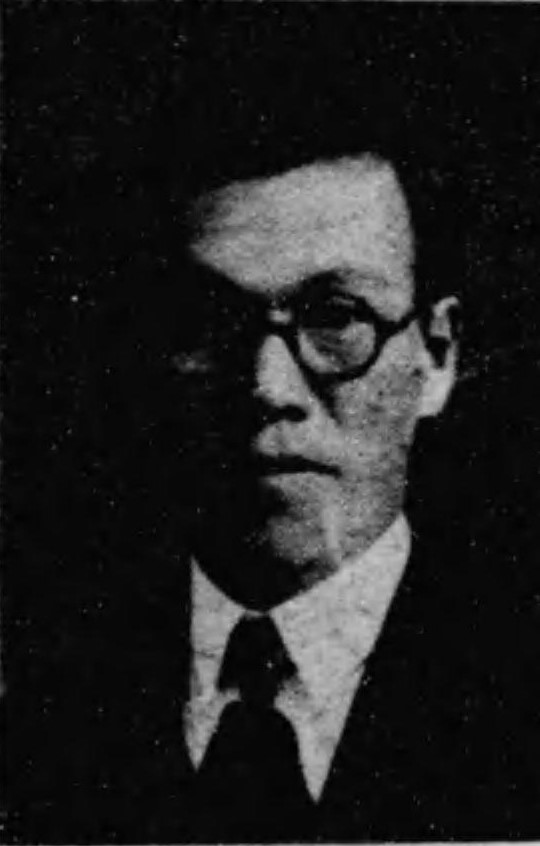
川島金次

川島 金次（かわしま きんじ、1903年（明治36年）9月23日 - 1956年（昭和31年）3月26日）は、日本の新聞記者、政治家。衆議院議員、大宮市名誉市民（さいたま市名誉市民）。

## 経歴
埼玉県北足立郡大宮町（のち大宮市、現:さいたま市）で生まれる。1925年、中央大学経済科を卒業。
日本連合通信社政治部記者となる。1936年、夕刊大宮社を設立し主幹、社長に就任。埼玉新聞社の創設に参画し編集局長となる。1944年、大宮第一冶金工業を設立し社長に就任。その他、大宮町会議員、埼玉県会議員を務める。
1946年4月、第22回衆議院議員総選挙で埼玉県選挙区から日本社会党所属で出馬して当選。その後、埼玉県第一区で第23回から第27回総選挙まで連続して当選し、衆議院議員を連続六期務め、在任中に死去した。この間、日本社会党中央執行委員、同国会対策副委員長、同政策審議会副会長、同税制改革委員長などを歴任した。